# HMB
« HMB » redirige ici. Pour les autres significations, voir HMB (homonymie).
HMB, acronyme de HomeMade Brothers, est un groupe portugais de soul et funk. Actif depuis 2007, il est composé de Héber Marques (chant), Fred Martinho (guitare), Daniel Lima (claviers), Joel Silva (batterie) et Joel Xavier (basse). Toutes les chansons publiées par le groupe sont chantées en portugais.

## Histoire
Ils sont nommés dans la catégorie du « meilleur groupe portugais » lors des éditions 2014, 2016 et 2017 des MTV Europe Music Awards. HMB remporte le prix de la « meilleure musique » lors de l'édition 2017 des Globos de Ouro, avec le morceau O Amor É Assim - qui comporte la participation vocale de Carminho -, ainsi que le prix du « meilleur groupe » lors de l'édition 2018 du même événement.
Entre mars et juillet 2017, Héber Marques participe en tant que juré à Just Duet ; O Dueto Perfeito, un concours organisé par SIC.
Naptel Xulima (2015) - le deuxième extrait du deuxième album du groupe, Sente - entre dans une campagne de Fox Life Portugal faisant allusion à l'été 2015. En 2017, c'est au tour de Não Me Leves a Mal - troisième single de +, le troisième album de HMB - d'entrer dans une campagne publicitaire, cette fois pour le yaourt Corpos de Danone. La publicité met en vedette l'actrice Jessica Athayde. Paixão, une chanson de 2017, est utilisée dans le générique de la telenovela homonyme.

## Discographie

### Albums studio
| Album         | Année | Éditeurs             | Meilleure position |
| ------------- | ----- | -------------------- | ------------------ |
| HMB           | 2012  | Farol                | 14                 |
| Sente         | 2014  | Farol                | 12                 |
| +             | 2017  | Naptel Records, Sony | 2                  |
| Melodramático | 2020  | Naptel Records, Sony | 36                 |

### Album live
- 2016 : Live at the National Theatre of Namibia (Naptel Records)